# Jan de Haas (kunstschilder)
Johannes Hubertus Leonardus (Jan) de Haas (Hedel, 25 maart 1832 - Königswinter, 4 augustus 1908) was een Nederlands kunstschilder. Hij wordt gerekend tot de eerste generatie van de Haagse School en legde zich met name toe op veestukken, vooral koeien.

## Leven
De Haas groeide op in Amsterdam en studeerde daar aan de Rijksakademie van beeldende kunsten onder Pieter van Os. Hij wordt gerekend tot de eerste generatie van de Haagse School en maakte vooral naam met veestukken, meestal met koeien. Ook stoffeerde hij regelmatig schilderijen van bevriende schilders als Willem Roelofs en Paul Gabriël met vee
Nadat De Haas met Paul Gabriël and Hendrik Dirk Kruseman van Elten een periode in Oosterbeek had gewerkt, vestigde hij zich in 1857 in Brussel. Jaarlijks bleef hij echter in de zomers naar Nederland reizen om te schilderen in onder andere Oosterbeek, Lochem, Vaassen en Leidschendam. Ook schilderde hij regelmatig aan de Vlaamse kust, waaronder een aantal ezelstukken. Vanaf de jaren 1880 had hij veel succes in Duitsland en verbleef hij vaak in München, waar hij de (vooral traditionele) Nederlandse schilderkunst actief promootte.
De Haas exposeerde op wereldtentoonstelling van 1855 te Parijs en regelmatig ook op de 'Tentoonstellingen van Levende Meesters', onder andere in Amsterdam en Den Haag. Hij werd benoemd tot commandeur in de Leopoldsorde en overleed in 1908, 76 jaar oud. Zijn werk is onder andere te zien in het Rijksmuseum Amsterdam, het Stedelijk Museum Amsterdam, het Teylers Museum te Haarlem, het Haags Gemeentemuseum en het Museum Boijmans Van Beuningen te Rotterdam. Ook de Alte Pinakothek in München en de Nationalgalerie te Berlijn hebben werk van De Haas in hun collectie.

## Galerij

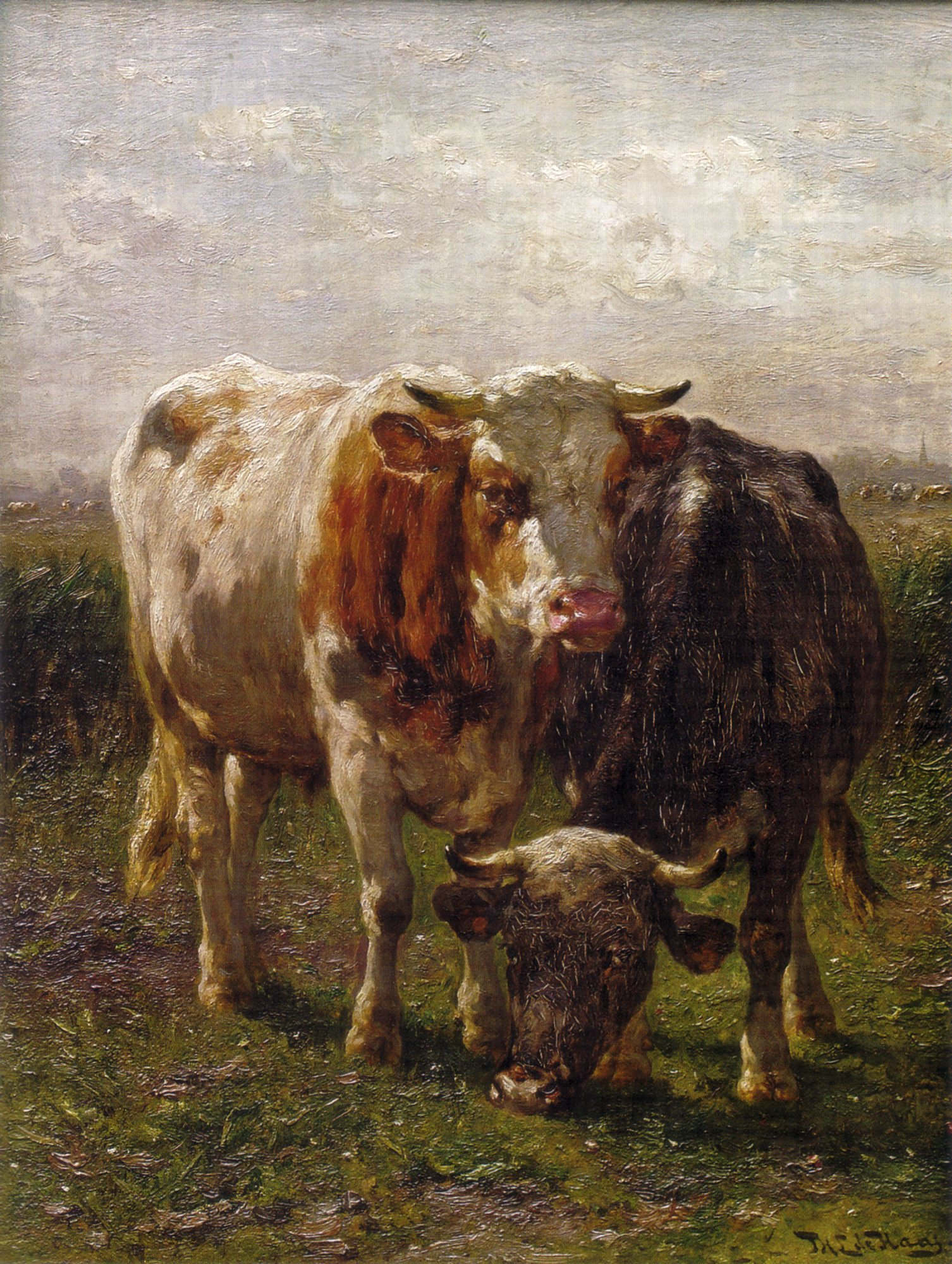
Stier en koe in de Oosterbeekse uiterwaarden
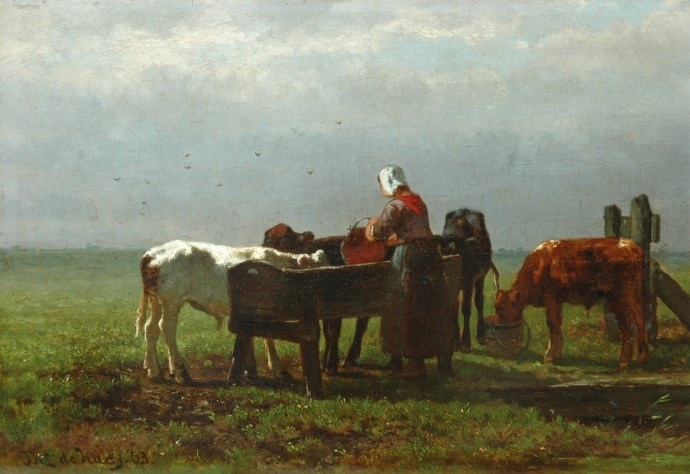
Kalveren voeren
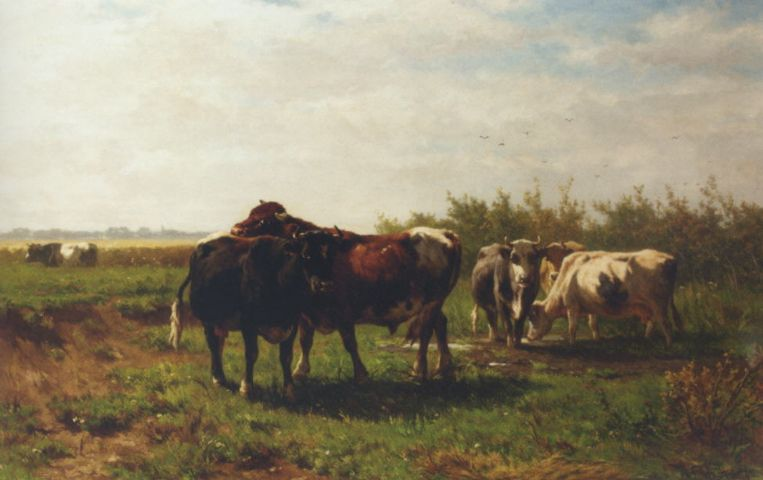
Vee in de weide
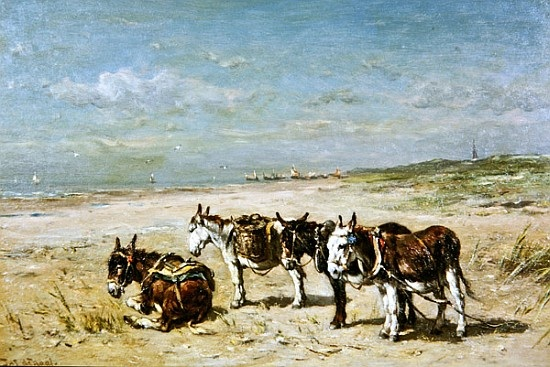
Ezels op het strand
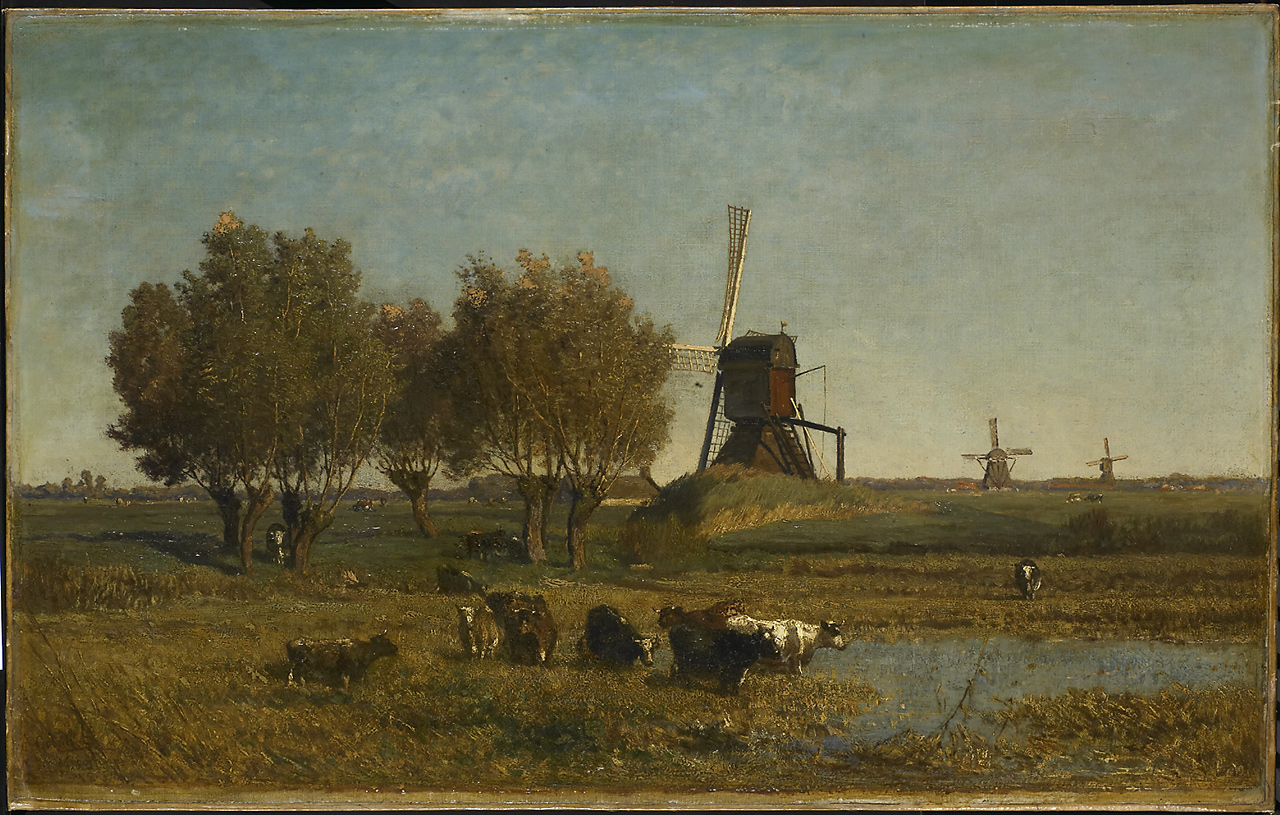
Paul Gabriël: In de Winkel te Abcoude. Koeien geschilderd door De Haas, gezamenlijk gesigneerd.